# SDS 930
El SDS 930 fue un computador comercial que utilizaba transistores bipolares, creado por Scientific Data Systems, anunciándose en diciembre de 1963 e instalándose por primera vez en junio de 1964. 

## Descripción
El SDS 930 consistía en un gabinete principal que comprende la unidad aritmético lógica, con almacenamiento por memoria magnética de 8.192 palabras (24-bit + bit de paridad simple), una unidad de E/S. Se utilizó aritmética complementada a dos, podía realizar multiplicaciones y divisiones pero no operaciones flotantes, sin embargo se podía añadir un módulo llamado unidad de filtrado (CFE) que realizaba operaciones de coma flotante.
También se entregaba con una consola libre, que incluía una visualización de los registros y unos interruptores para arrancar y depurar programas. La entrada del usuario fue por un teletipo ASR 35 y un lector de papel de alta velocidad (300 cps), también se incluía al menos dos unidades de cinta magnética. También existían otros dispositivos, incluyendo unidades de tambor magnético, lectores de tarjetas perforadas, y un amplio conjunto de dispositivos de conversión A/D y D/A. Una pantalla de gráficos vectoriales también estaba disponible, pero no incluía un teclado.
Entre los lenguajes de programación disponibles se encontraban FORTRAN II, ALGOL 60, su lenguaje ensamblador conocido como Metasymbol(Metasímbolo). Para aprovechar la memoria disponible, el compilador basado en una característica conocida como operadores programados(POPS). Esta característica consiste en un único bit en la palabra de instrucción que causa que la máquina acceda a la dirección de memoria del valor del código de la instrucción sumándole 100 en octal. Como resultado, se pueden implementar pseudoinstrucciones compactas y de alto rendimiento, esta característica fue utilizada en el compilador de FORTRAN.
Hacia el final del ciclo de vida del SDS 930 se introdujo un sistema de tiempo real y un compilador de FORTRAN IV. Estas mejoras hicieron que el sistema fuera utilizado en el Proyecto Genie y otras investigaciones en Berkeley. Estos cambios más tarde sirvió de base para el SDS 940.
También se utilizó en los principales laboratorios del gobierno de EE.UU de esa época.